# 2012年ロンドンオリンピックのコロンビア選手団
2012年ロンドンオリンピックのコロンビア選手団（2012ねんロンドンオリンピックのコロンビアせんしゅだん）は、2012年7月27日から8月12日にかけてイギリスの首都ロンドンで開催された2012年ロンドンオリンピックのコロンビア選手団、およびその競技結果。

## 概要
今大会は金メダル1個、銀メダル3個、銅メダル4個の合計8個のメダルを獲得した。2020年にウエイトリフティング女子69kg級で銀メダルを取ったルーマニアの選手は本大会でのドーピングが発覚し、失格となったため、ウバルディナ・バロジェスは繰り上げされ銅メダルを獲得した。

## メダル
| メダル | 選手名                         | 競技                 | 種目                     | 日付（現地） |
| ------ | ------------------------------ | -------------------- | ------------------------ | ------------ |
| 金     | マリアナ・パホン               | 自転車               | 女子BMX                  | 8月10日      |
| 銀     | カテリネ・イバルグエン         | 陸上                 | 女子三段跳               | 8月5日       |
| 銀     | オスカル・フィゲロア・モスケラ | ウエイトリフティング | 男子62kg級               | 7月30日      |
| 銀     | リゴベルト・ウラン             | 自転車               | 男子個人ロード           | 7月28日      |
| 銅     | ジャクリン・カスティージョ     | レスリング           | 女子フリースタイル55kg級 | 8月9日       |
| 銅     | カルロス・オケンド             | 自転車               | 男子BMX                  | 8月10日      |
| 銅     | ジュリ・アルベアル             | 柔道                 | 女子70kg級               | 8月1日       |
| 銅     | ウバルディナ・バロジェス       | ウエイトリフティング | 女子69kg級               | 8月1日       |
| 銅     | オスカル・ムニョス・オビエド   | テコンドー           | 男子58kg級               | 8月8日       |